# Grand Ridge
Grand Ridge ist eine Stadt im Jackson County im US-Bundesstaat Florida. Das U.S. Census Bureau hat bei der Volkszählung 2020 eine Einwohnerzahl von 882 ermittelt.
Grand Ridge liegt rund 20 km östlich von Marianna sowie etwa 80 km nordwestlich von Tallahassee.

## Demographische Daten
Laut der Volkszählung 2010 verteilten sich die damaligen 892 Einwohner auf 414 Haushalte. Die Bevölkerungsdichte lag bei 159,3 Einw./km². 90,8 % der Bevölkerung bezeichneten sich als Weiße, 5,2 % als Afroamerikaner und 1,5 % als Indianer. 0,4 % gaben die Angehörigkeit zu einer anderen Ethnie und 2,1 % zu mehreren Ethnien an. 1,2 % der Bevölkerung bestand aus Hispanics oder Latinos.
Im Jahr 2010 lebten in 34,3 % aller Haushalte Kinder unter 18 Jahren sowie 26,8 % aller Haushalte Personen mit mindestens 65 Jahren. 67,1 % der Haushalte waren Familienhaushalte (bestehend aus verheirateten Paaren mit oder ohne Nachkommen bzw. einem Elternteil mit Nachkomme). Die durchschnittliche Größe eines Haushalts lag bei 2,46 Personen und die durchschnittliche Familiengröße bei 3,00 Personen.
27,1 % der Bevölkerung waren jünger als 20 Jahre, 22,7 % waren 20 bis 39 Jahre alt, 30,2 % waren 40 bis 59 Jahre alt und 20,1 % waren mindestens 60 Jahre alt. Das mittlere Alter betrug 40 Jahre. 46,4 % der Bevölkerung waren männlich und 53,6 % weiblich.
Das durchschnittliche Jahreseinkommen lag bei 38.382 $, dabei lebten 10,3 % der Bevölkerung unter der Armutsgrenze.
Im Jahr 2000 war englisch die Muttersprache von 98,89 % der Bevölkerung und spanisch sprachen 1,11 %.

## Verkehr
Grand Ridge wird vom U.S. Highway 90 (SR 10) durchquert. Der nächste Flughafen ist der Tallahassee International Airport (etwa 80 km südöstlich).